# Thomas Renton Elliott

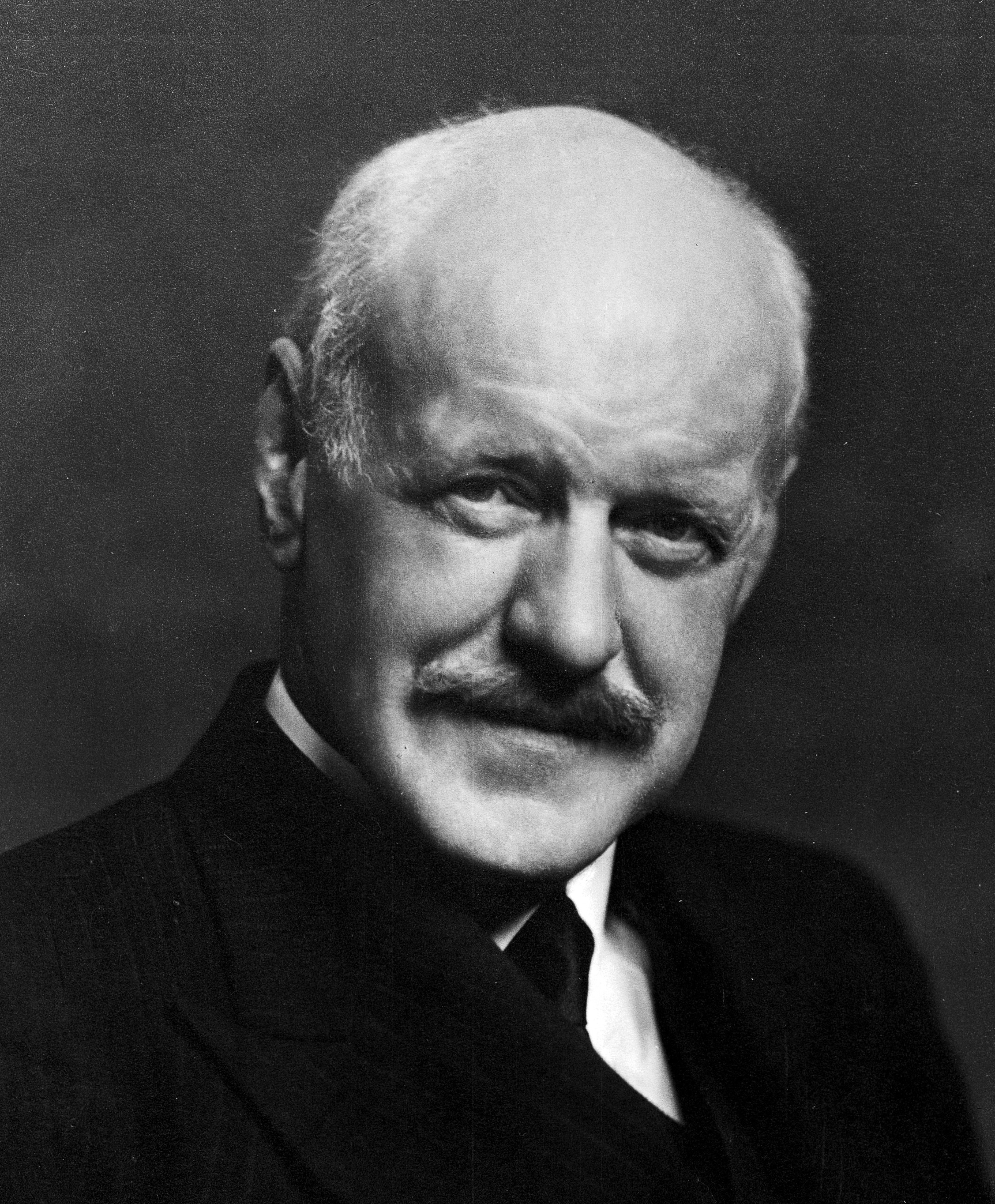
Thomas Renton Elliott

Thomas Renton Elliott (* 11. Oktober 1877 in Willington, Grafschaft Durham, England; † 4. März 1961 in Broughton, Peeblesshire, Schottland) war ein britischer Arzt und Physiologe. Er war der Erste, der – im Jahr 1904 – vermutete, Nerven beeinflussten die ihnen nachgeschalteten Zellen durch Freisetzung einer chemischen Substanz, in heutiger Terminologie eines Neurotransmitters. Die Idee blieb zunächst unbeachtet. Erst nach ihrer experimentellen Bestätigung, vor allem durch Henry Hallett Dale und Otto Loewi, die dafür 1936 den Nobelpreis für Physiologie oder Medizin erhielten, wurde Elliotts Pionierrolle erkannt.

## Leben
Nach dem Schulbesuch in Durham studierte Elliott von 1896 bis 1901 am Trinity College in Cambridge Naturwissenschaften, wohl mit dem Gedanken eines späteren Medizinstudiums. Nach dem zweiteiligen Tripos-Examen 1900 und 1901 arbeitete er am Cambridger Physiologischen Institut unter John Newport Langley. Hier entstanden jene Publikationen über das vegetative Nervensystem, die ihn später berühmt machten. Zunächst aber stieß er auf Gleichgültigkeit bis Skepsis, besonders bei Langley. Dies bestärkte ihn, vermutet Dale, der vier Jahre gleichzeitig zum Trinity College gehörte, in seinem ursprünglichen Plan, ein klinisch tätiger Arzt zu werden. Dazu setzte er das Medizinstudium am University College Hospital in London fort und wurde dort 1910 Assistentarzt. Im Ersten Weltkrieg wurde er mit militärischen Ehren ausgezeichnet. 1918 heiratete er Martha McCosh, mit der er fünf Kinder hatte. In diesen Jahren wurde die Ausbildung der Mediziner in London umstrukturiert, und 1918 erhielt Elliott den ersten Londoner Lehrstuhl für klinische Medizin. Er war maßgeblich im 1913 gegründeten Medical Research Council tätig. 1939 trat er in den Ruhestand, beriet aber weiter Wissenschaftsorganisationen und Stiftungen wie den Wellcome Trust und den Beit Trust, der ihn selbst am Beginn seiner klinischen Laufbahn unterstützt hatte.

## Werk
Die Entdeckung eines pharmakologisch hochwirksamen Stoffes in den Nebennieren – des Adrenalins – im Jahr 1894 hatte bei den Biologen große Aufmerksamkeit erregt. Die Aufmerksamkeit stieg noch, als man bemerkte, dass Adrenalin auf einige Organe ähnlich wirkte wie eine Reizung der sympathischen Nerven. Langley gehörte zu den Forschern, die das im Einzelnen prüften, und er gab das Thema an Elliott weiter. Dessen erster großer Aufsatz, 1904 in Band 31 des Journal of Physiology, galt der Übergangsstelle des Dünndarms in den Dickdarm. Dort verhindert beim Menschen die Ileozäkalklappe, bei Katzen, Hunden und Kaninchen aber, wie Eliott fand, ein Muskelring am Dünndarmende den Durchtritt von Darminhalt rückwärts in den Dünndarm. Zum Einfluss des Sympathikus und des Adrenalins fand er (aus dem Englischen): „Elektrische Reizung des Sympathikus bringt den Muskelring zur Kontraktion, die anschließende Muskulatur der Dünn- und Dickdarms aber zur Erschlaffung. ... Adrenalin wirkt wie Sympathikusreizung, also Kontraktion des Muskelrings und Erschlaffung der benachbarten Darmabschnitte.“
Drei weitere Publikationen erschienen im selben Band des Journal of Physiology. Ausführlich berichtete Elliott über Darmbewegungen bei einer noch größeren Zahl von Tierspecies: Katzen, Hunden, Kaninchen, Ratten, Meerschweinchen, Frettchen und Igeln. Wieder wirkten Sympathikus und Adrenalin gleich. In einer Kurzmitteilung konstatierte er, dass sowohl der Sympathikus als auch Adrenalin die Harnblase von Frettchen zur Kontraktion brachte. Die visionäre Hypothese steht in der vierten Publikation von 1904, wieder einer Kurzmitteilung:

„Adrenalin erregt nicht wie Nicotin sympathische Ganglien. Sein Agriffspunkt liegt weiter peripher. ... Ich finde, dass die glatte Muskulatur des Musculus dilatator pupillae selbst nach vollständiger Denervierung auf Adrenalin reagiert. Adrenalin erregt also nicht irgendeine Struktur der sympathischen Nerven. ... Sein Wirkort liegt vielleicht auf der glatten Muskelzelle, an deren Kontaktstelle mit den sympathischen Nerven. Aufgabe dieses Wirkortes wäre es, den Nervenimpuls zu empfangen und zu transformieren. Adrenalin könnte dann das chemische Stimulans sein, das jedesmal freigesetzt wird, wenn ein Nervenimpuls in der Peripherie ankommt. – Adrenalin might then be the chemical stimulant liberated on each occasion when the impulse arrives at the periphery.“

Die Entsprechung zwischen Adrenalin und dem Sympathikus hatten mehrere Forscher beobachtet. Elliott hat sie kausal zu erklären versucht: Adrenalin sei der vom Sympathikus – von den postganglionär-sympathischen Axonen – freigesetzte Überträgerstoff. In der Kurzmitteilung im Journal of Physiology hat Elliot die Hypothese am prägnantesten formuliert. In seinem späteren Werk bleibt er undeutlich, scheint sich sogar zu distanzieren, so in einem 67-seitigen Aufsatz im Journal of Physiology von 1905. Er zählt dort Annahmen zum Adrenalin auf, einige im Rückblick absurd, etwa, Adrenalin sei ein Antikörper gegen toxische Stoffwechselprodukte aus den Skelettmuskeln; oder es werde in den Skelettmuskeln gespeichert und bei Bedarf zur Aufrechterhaltung des Blutdrucks daraus freigesetzt; oder schließlich „die Annahme, es diene der Übertragung sympathischer Nervenimpulse und sei zu diesem Zweck nahe den Nerv-Muskel-Kontaktstellen gespeichert. Keine dieser Annahmen wird durch das, was wir wissen, definitiv widerlegt – The evidence does not conclusively disprove any of these <conjectures>.“ Seine Idee ist hier eine unter mehreren „nicht definitiv auszuschließenden“ geworden. Der Aufsatz von 1905 zeigt andererseits noch einmal Elliotts Intuition. Bei der Diskussion des Wirkortes von Adrenalin schreibt er (seine Terminologie durch die heutige ersetzt):

„Die spezifische Reaktion auf Adrenalin unterscheidet zwischen, auf der einen Seite, den Nerv-Muskel-Kontakten des Sympathikus und, auf der anderen Seite, den Nerv-Muskel-Kontakten des Parasympathikus sowie allen Synapsen der vegetativen Ganglien, die nämlich biochemisch den Nerv-Muskel-Kontakten der Skelettmuskeln verwandt sind.“

Der biochemische Unterschied wurde im Lauf der dreißig Jahre bis 1935 als der Unterschied zwischen Nervenzellen mit Noradrenalin als Transmitter auf der einen und Nervenzellen mit Acetylcholin als Transmitter auf der anderen Seite erkannt.
In einen letzten, 79-seitigen Aufsatz mit Experimenten aus Cambridge, über die Innervierung der Harnblase und der Harnröhre, erschienen 1911, ging schon eine Beobachtung bei einer Operation im University College Hospital in London ein. Spätere Publikationen erreichten nicht mehr dies Niveau. Statt eigener Forschung war seitdem die Organisation und Betreuung von Forschung und Lehre Elliotts Aufgabe.

## Anerkennung
1913 wurde Elliott Mitglied der Royal Society, 1947 Honorary Fellow des Trinity College.